# Tour de Ski

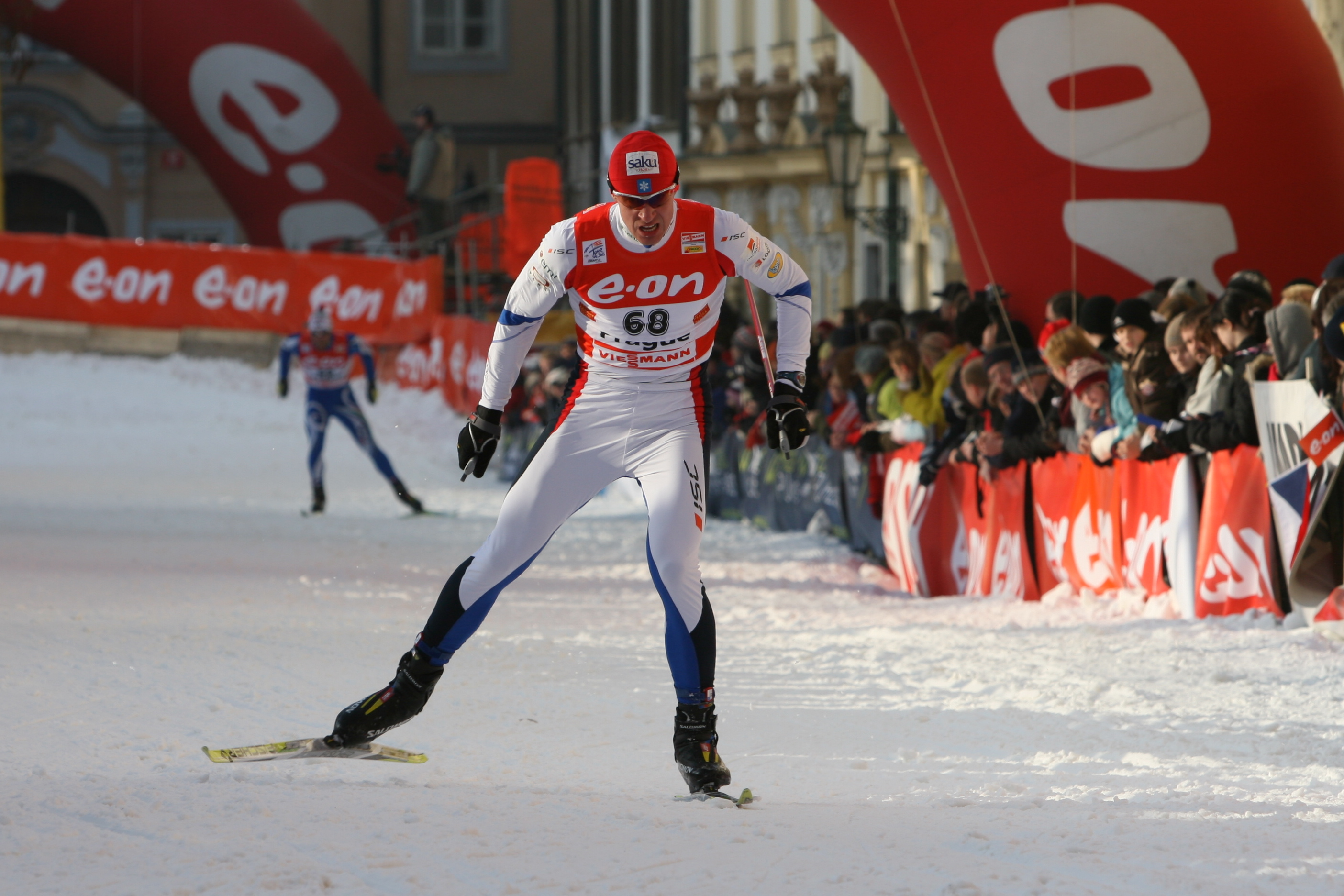
Estländske åkaren Priit Narusk vid Tour de Ski-deltävlingar i Prag, december 2007.

Tour de ski är en längdskidåkningstävling som från början bestod av 8 fristående deltävlingar under 10 dagar. Från och med säsongen 2011/2012 har den utökats till 9 deltävlingar på 11 dagar. Nu körs det 7 deltävlingar på 9 dagar. Touren körs varje år i slutet av december till och med början av januari.

## Historia
Namn och inspiration kommer från cykelsporten, med lopp som Tour de France och Giro d'Italia. Tävlingen hade premiär säsongen 2006/2007 och ingår i världscupen. Åkare som inte fullföljer ett lopp stryks från resten av tävlingarna och får inga poäng. Slutplaceringarna bygger på totala tiden och inte på placering i de olika loppen. Säsongen 2007/2008 infördes poäng till segraren i alla lopp, inte bara slutsegraren. Vinnaren av en Tour de Ski-etapp får hälften så många världscuppoäng som i en vanlig världscuptävling, det vill säga 50 poäng istället för 100 poäng. Vinnaren av Tour de Ski får 400 världscuppoäng, tvåan får 320 (fr o m säsongen 2022/23: 360) världscuppoäng och trean 240 (fr o m säsongen 2022/23: 320) världscuppoäng, det vill säga fyra gånger så många poäng som i en vanlig tävling.
De inledande deltävlingarna avgörs på olika orter men den sista deltävlingen avgörs i Val di Fiemme i Italien. Den sista deltävlingen avgörs med jaktstart där de tävlande får starta efter ett antal sekunder efter totalledaren beroende på deras placering. Sista deltävlingens mål ligger högt uppe i en slalombacke och en stor del av loppet går brant uppför i en slalompist, också detta inspirerat av cykeltävlingarnas bergsetapper. Från och med säsongen 2019/20 avgörs sista etappen som en masstart i stället för jaktstart. En annan förändring är att det inte längre finns någon riktigt lång etapp, utan de längsta loppen har några säsonger varit 10 km för damer och 15 km för herrar. Tidigare fanns det alltid en lite längre men oftast lättåkt etapp – oftast i form av jaktstart baserat på placering i hela touren. Där kunde ofta ställningen jämnas ut, genom att den som hade ledningen fick kämpa ensam längst fram medan övriga deltagare jagade i en klunga bakifrån. 
Säsongen 2022/23 gjordes förändringen att samma distanser infördes för damer och herrar. En etapp på 15 km och en på 20 km infördes också. De jaktstarter som ingick baserades också enbart på den närmast föregående tävlingen, så att man inte får de långa tidsavstånd vid starten som har förekommit tidigare säsonger. Bonussekunder återinfördes också i ett av distansloppen, men bara vid ett tillfälle under loppet.

## Tävlingsformat
Under de år touren har hållits har grunden för tävlingen varit att man lägger ihop tidsavståndet till segraren i varje etapp och den som har minsta total tid vinner. I sprinttävlingarna, där det normalt inte blir så stora tidsmarginaler, utgår man istället från tiden i kvalheatet och drar av bonussekunder beroende på placeringen. Som mest delas 60 sekunder ut till segraren i sprinttävlingarna. Tidigare har också bonussekunder delats ut i distanstävlingarna till de främst placerade och även på några spurtpriser i masstarterna. Dessa bonussekunder är nu borttagna. Däremot står prispengar och världscuppoäng på spel i varje etapp. Man har också behållit spurtpriserna i form av en separat poängcup, där man kan belönas för resultatet i sprintarna och spurtpriser i masstarterna.
Jaktstarterna är (gäller säsongen 2020/21) baserade på ett föregående lopp (etapp 5) eller ställningen totalt (etapp 3). I båda fallen är det den enskilda åktiden som jämförs och läggs ihop, för att inte det föregående loppet ska ge dubbel utdelning i form av tidsdifferens i det enskilda loppet och en gång till som intervall i jaktstarten. I världscupen räknas dock endast ordningsföljden när man går i mål för poängutdelningen.
Slutetappen, som tidigare alltid har avgjorts som jaktstart är fr o m 2019/20 en masstart som avslutas uppför slalombacken. Nu är alltså den åkare som vinner slutetappen inte automatiskt vinnare av hela touren. Däremot kan den som leder inför sista etappen se till att ”ta rygg” på sina närmaste utmanare och därmed säkra segern. Det här nya formatet gör att fler åkare får chansen att vinna slutetappen, som gynnar åkare som är duktiga på att klättra.

## Vinnare

### Herrar
| År        | Totalt                        | Totalt                       | Totalt                       |
| År        | 1:a                           | 2:a                          | 3:a                          |
| --------- | ----------------------------- | ---------------------------- | ---------------------------- |
| 2006/2007 | Tobias Angerer (GER)          | Alexander Legkov (RUS)       | Simen Østensen (NOR)         |
| 2007/2008 | Lukáš Bauer (CZE)             | Rene Sommerfeldt (GER)       | Giorgio Di Centa (ITA)       |
| 2008/2009 | Dario Cologna (SUI)           | Petter Northug (NOR)         | Axel Teichmann (GER)         |
| 2009/2010 | Lukáš Bauer (CZE)             | Petter Northug (NOR)         | Dario Cologna (SUI)          |
| 2010/2011 | Dario Cologna (SUI)           | Petter Northug (NOR)         | Lukáš Bauer (CZE)            |
| 2011/2012 | Dario Cologna (SUI)           | Marcus Hellner (SWE)         | Petter Northug (NOR)         |
| 2012/2013 | Aleksandr Legkov (RUS)        | Dario Cologna (SUI)          | Maksim Vylegzjanin (RUS)     |
| 2013/2014 | Martin Johnsrud Sundby (NOR)  | Chris Jespersen (NOR)        | Petter Northug (NOR)         |
| 2015      | Petter Northug (NOR)          | Jevgenij Belov (RUS)         | Calle Halfvarsson (SWE)      |
| 2016      | Martin Johnsrud Sundby (NOR)  | Finn Hågen Krogh (NOR)       | Sergej Ustiugov (RUS)        |
| 2016/2017 | Sergej Ustiugov (RUS)         | Martin Johnsrud Sundby (NOR) | Dario Cologna (SUI)          |
| 2017/2018 | Dario Cologna (SUI)           | Martin Johnsrud Sundby (NOR) | Alex Harvey (CAN)            |
| 2018/2019 | Johannes Høsflot Klæbo (NOR)  | Sergej Ustiugov (RUS)        | Simen Hegstad Krüger (NOR)   |
| 2019/2020 | Aleksandr Bolsjunov (RUS)     | Sergej Ustiugov (RUS)        | Johannes Høsflot Klæbo (NOR) |
| 2021      | Aleksandr Bolsjunov (RUS)     | Maurice Manificat (FRA)      | Denis Spitsov (RUS)          |
| 2021/2022 | Johannes Høsflot Klæbo (NOR)  | Aleksandr Bolsjunov (RUS)    | Iivo Niskanen (FIN)          |
| 2022/2023 | Johannes Høsflot Klæbo (NOR)  | Simen Hegstad Krüger (NOR)   | Hans Christer Holund (NOR)   |
| 2023/2024 | Harald Østberg Amundsen (NOR) | Friedrich Moch (GER)         | Hugo Lapalus (FRA)           |
| 2024/2025 | Johannes Høsflot Klæbo (NOR)  | Mika Vermeulen (AUT)         | Hugo Lapalus (FRA)           |

### Damer
| År        | Totalt                         | Totalt                         | Totalt                         |
| År        | 1:a                            | 2:a                            | 3:a                            |
| --------- | ------------------------------ | ------------------------------ | ------------------------------ |
| 2006/2007 | Virpi Kuitunen (FIN)           | Marit Bjørgen (NOR)            | Valentyna Sjevtjenko (UKR)     |
| 2007/2008 | Charlotte Kalla (SWE)          | Virpi Kuitunen (FIN)           | Arianna Follis (ITA)           |
| 2008/2009 | Virpi Kuitunen (FIN)           | Aino-Kaisa Saarinen (FIN)      | Petra Majdič (SVN)             |
| 2009/2010 | Justyna Kowalczyk (POL)        | Petra Majdič (SVN)             | Arianna Follis (ITA)           |
| 2010/2011 | Justyna Kowalczyk (POL)        | Therese Johaug (NOR)           | Marianna Longa (ITA)           |
| 2011/2012 | Justyna Kowalczyk (POL)        | Marit Bjørgen (NOR)            | Therese Johaug (NOR)           |
| 2012/2013 | Justyna Kowalczyk (POL)        | Therese Johaug (NOR)           | Kristin Størmer Steira (NOR)   |
| 2013/2014 | Therese Johaug (NOR)           | Astrid Jacobsen (NOR)          | Heidi Weng (NOR)               |
| 2015      | Marit Bjørgen (NOR)            | Therese Johaug (NOR)           | Heidi Weng (NOR)               |
| 2016      | Therese Johaug (NOR)           | Ingvild Flugstad Østberg (NOR) | Heidi Weng (NOR)               |
| 2016/2017 | Heidi Weng (NOR)               | Krista Pärmäkoski (FIN)        | Stina Nilsson (SWE)            |
| 2017/2018 | Heidi Weng (NOR)               | Ingvild Flugstad Østberg (NOR) | Jessie Diggins (USA)           |
| 2018/2019 | Ingvild Flugstad Østberg (NOR) | Natalja Neprjajeva (RUS)       | Krista Pärmäkoski (FIN)        |
| 2019/2020 | Therese Johaug (NOR)           | Natalja Neprjajeva (RUS)       | Ingvild Flugstad Østberg (NOR) |
| 2021      | Jessie Diggins (USA)           | Julija Stupak (RUS)            | Ebba Andersson (SWE)           |
| 2021/2022 | Natalja Neprjajeva (RUS)       | Ebba Andersson (SWE)           | Heidi Weng (NOR)               |
| 2022/2023 | Frida Karlsson (SWE)           | Kerttu Niskanen (FIN)          | Tiril Udnes Weng (NOR)         |
| 2023/2024 | Jessie Diggins (USA)           | Heidi Weng (NOR)               | Kerttu Niskanen (FIN)          |
| 2024/2025 | Therese Johaug (NOR)           | Astrid Øyre Slind (NOR)        | Jessie Diggins (USA)           |

## Arrangörsorter
De inledande deltävlingarna avgörs på olika orter, men den sista deltävlingen avgörs alltid i skidbacken i Val di Fiemme i Italien:
- 2006/2007: München (Tyskland), Oberstdorf (Tyskland) och Asiago (Italien)
- 2007/2008: Nove Mesto (Tjeckien), Prag (Tjeckien) och Asiago (Italien)
- 2008/2009: Oberhof (Tyskland), Prag (Tjeckien) och Nove Mesto (Tjeckien)
- 2009/2010: Oberhof (Tyskland), Prag (Tjeckien), Toblach (Italien) och Cortina (Italien)
- 2010/2011: Oberhof (Tyskland), Oberstdorf (Tyskland), Toblach (Italien) och Cortina(Italien)
- 2011/2012: Oberhof (Tyskland), Oberstdorf (Tyskland) och Toblach (Italien)
- 2012/2013: Oberhof (Tyskland), Oberstdorf (Tyskland), Toblach (Italien), Cortina (Italien) och Val Müstair (Schweiz)
- 2013/2014: Oberhof (Tyskland), Lenzerheide (Schweiz), Toblach (Italien), Cortina (Italien)

### Fotnoter
1. ↑  Urban Tjernberg (29 september 2004). ”Skidornas Tour de France på gång”. Svenska Dagbladet. http://www.svd.se/skidornas-tour-de-france-pa-gang. Läst 10 januari 2016.